# Farrea woodwardi
Farrea woodwardi är en svampdjursart som först beskrevs av Kent 1870.  Farrea woodwardi ingår i släktet Farrea och familjen Farreidae. Inga underarter finns listade i Catalogue of Life.